# إينياكي بينيا

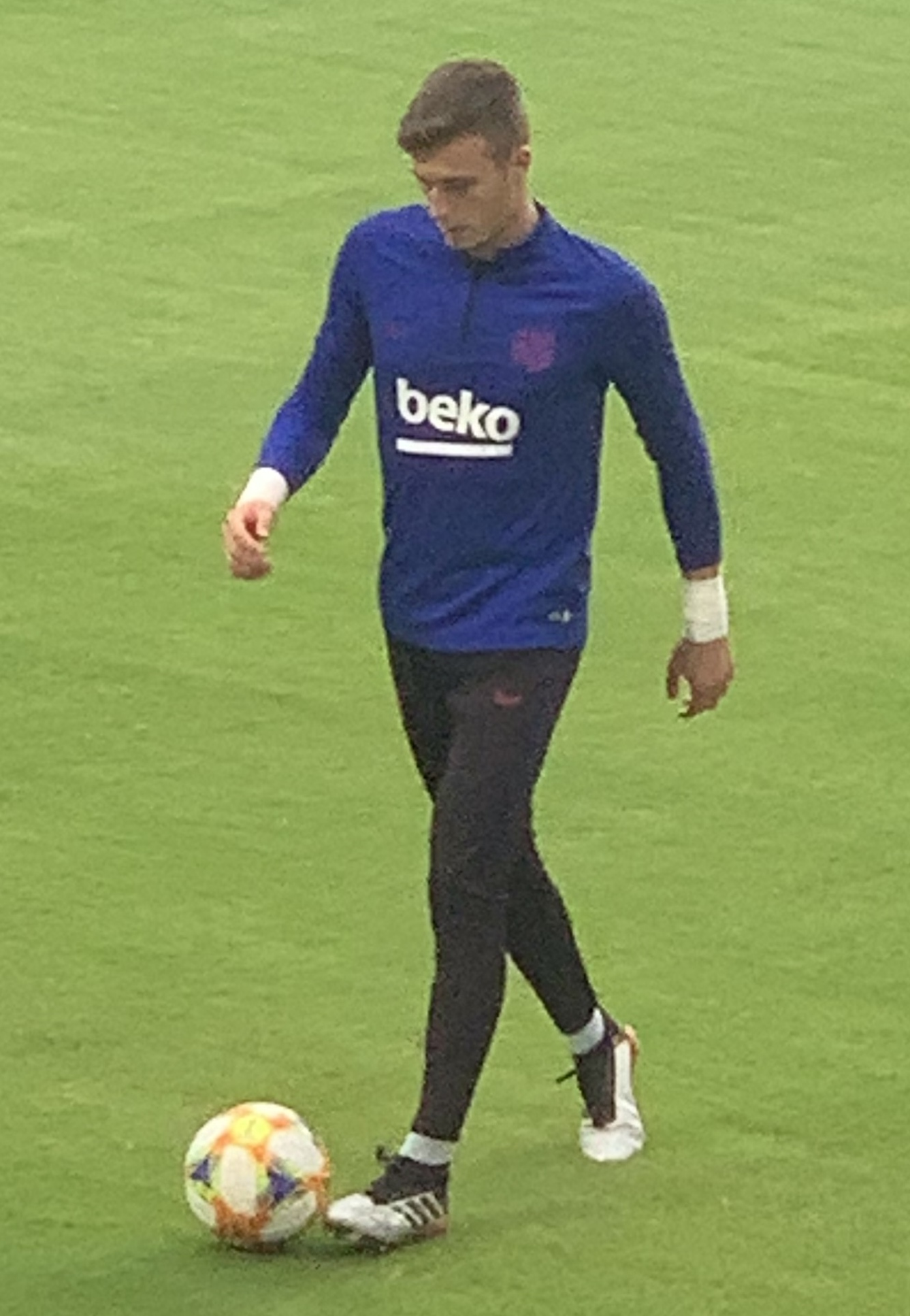

إجناسيو «إيناكي» بينيا سوتوريس (وُلد بتاريخ 2 مارس 1999) هو لاعب كرة قدم إسباني يلعب حارسًا لمرمى نادي برشلونة.

## المسيرة الاحترافية
ولد بينيا في Alicante ، Valencian Community ، وبدأ حياته المهنية في نادي Alicante CF للشباب في عام 2004، وهو في الخامسة من عمره فقط. في عام 2012 ، في سن ال 13، انضم إلى نادي برشلونة La Masia من نادي فياريال. كان في الفريق الذي فاز بدوري الشباب 2017-18 UEFA، وكان بداية في النهائي ضد تشيلسي.
في 16 أبريل 2018، جدَّد بينيا عقده مع برشلونة لمدة ثلاثة مواسم ، مع خيار لموسمين آخرين. تمت ترقيته لاحقًا إلى الاحتياط في Segunda División B قبل موسم 2018-19،  وظهر للمرة الأولى في 6 أكتوبر 2018 من خلال البدء في تعادل 1-1 على أرضه ضد CD Atlético Baleares.
في 30 أكتوبر 2018، استدعيَ بينيا إلى الفريق الرئيسي لمباراة الذهاب من الدور 32 مع كالتشرال ليونسا في كوبا ديل ري كنسخة احتياطية لجاسبر سيليسن، كونه بديلاً غير مستخدم في 1-0 يفوز. كما ظهر على مقاعد البدلاء في بعض المناسبات خلال الموسم حيث أصيب سيليسن والمبتدئ مارك أندريه تير شتيجن.
ظهر بينيا مرة أخرى على مقاعد البدلاء للفريق الرئيسي خلال موسم 2019-20، لتغطية غياب نيتو بسبب الإصابة.

## المسيرة الدولية
مثَّل بينيا إسبانيا في مُستويات أقل من 16 عامًا وأقل من 17 عامًا وتحت 18 عامًا وتحت 19 عامًا، وحقق إجمالي 28 مُباراة دولية. كان وصيفًا في بطولة UEFA European Under-17 لعام 2016، وكان الخيار الأول طوال البُطولة.

## وصلات خارجية
- إينياكي بينيا على موقع الاتحاد الأوربي (الإنجليزية)
- إينياكي بينيا على موقع اتحاد تركيا (لاعب) (الإنجليزية)
- إينياكي بينيا على موقع قاعدة بيانات كرة القدم.إي يو (الإنجليزية)
- إينياكي بينيا على موقع ليكيب (الفرنسية)
- إينياكي بينيا على موقع Soccerway.com (الإنجليزية)
- إينياكي بينيا على موقع عالم كرة القدم.نت (الإنجليزية)
- إينياكي بينيا  على سكروي